# Urko Olazabal
Urko Olazabal Ortiz de Zarate (Bilbao, 28 de marzo de 1978) es un actor español de cine y televisión.

## Trayectoria
Estudió en Urretxindorra ikastola (Bilbao). Se licenció en escultura en la Universidad del País Vasco (UPV-EHU), se formó en interpretación y dirección en el Centro de Formación Escénica BAI de Baracaldo. Posteriormente desarrolla su andadura profesional como actor en cine y series de televisión, principalmente en el ámbito del País Vasco. Además de su trayectoria como actor, ha escrito y dirigido dos cortometrajes: Anujin (premiado por su guion en la Semana de Cine de Medina del Campo) y Mithyabadi. En 2021 ganó el Premio Goya, el Premio Feroz y el Premio del Círculo de Escritores Cinematográficos por su interpretación de Luis Carrasco en la película Maixabel de Iciar Bollain.
En el año 2022 ganó el Premio Goya al mejor actor de reparto.
Actualmente combina su labor de actor con la docencia, ya que es profesor de interpretación ante la cámara en su propia escuela, BIZIE.

## Filmografía

### Como actor

#### Cine
| Año  | Título                      | Director(a)        | Personaje           |
| ---- | --------------------------- | ------------------ | ------------------- |
| 2025 | Inurri itsuak               | Igor Legarreta     | Sabas Jauregui      |
| 2025 | Bajo Tus Pies               | Cristian Bernard   | Ira Magnes          |
| 2025 | Sacamantecas                | David Pérez Sañudo | Don Asensio         |
| 2024 | Soy Nevenka                 | Iciar Bollain      | Ismael Álvarez      |
| 2024 | Deviant                     | Daniel M. Caneiro  | Amante Papá Noel    |
| 2023 | Agrio                       | David Pérez Sañudo | Armando             |
| 2023 | Teresa                      | Paula Ortiz        | Padre de Teresa     |
| 2023 | Deadly Draw (Sorteo Mortal) | Nitya López        | Nathan              |
| 2022 | 13 Exorcismos               | Jacobo Martínez    | Tomás               |
| 2021 | Maixabel                    | Iciar Bollain      | Luis Carrasco       |
| 2020 | Ane                         | David Pérez Sañudo | Declaraciones radio |
| 2017 | Errementari                 | Paul Urkijo        | Carlista 1          |
| 2016 | Ira - Wrath                 | Jota Aronak        | Iker Vélez          |

#### Televisión
| Año  | Serie               | Personaje        | Nº de episodios |
| ---- | ------------------- | ---------------- | --------------- |
| 2024 | Mano de Hierro      | Isra             | 3 episodios     |
| 2024 | Detective Touré     | Etxebe           | 6 episodios     |
| 2024 | Reina Roja          | Inspector Parra  | 7 episodios     |
| 2021 | La que se avecina   | Policía          | 1 episodio      |
| 2020 | Patria              | Manuel Zamarreño | 1 episodio      |
| 2020 | Caminantes          | Padre            | 1 episodio      |
| 2018 | La víctima número 8 | Ertzaina         | 1 episodio      |

### Como director y guionista
| Año  | Película           | Notas                                                          | Referencias   |
| ---- | ------------------ | -------------------------------------------------------------- | ------------- |
| 2016 | Anujín (corto)     | Premio al mejor guion en la Semana de cine de Medina del Campo | [ 11 ] [ 12 ] |
| 2018 | Mithyabadi (corto) |                                                                | [ 13 ] [ 14 ] |

## Premios y nominaciones
Premios Goya
| Año  | Categoría                                   | Película    | Resultado | Referencias   |
| ---- | ------------------------------------------- | ----------- | --------- | ------------- |
| 2021 | Mejor interpretación masculina de reparto   | Maixabel    | Ganador   | [ 15 ] [ 16 ] |
| 2024 | Mejor interpretación masculina protagonista | Soy Nevenka | Nominado  |               |

Premios Feroz
| Año  | Categoría                      | Película    | Resultado | Referencias |
| ---- | ------------------------------ | ----------- | --------- | ----------- |
| 2021 | Mejor actor secundario de cine | Maixabel    | Ganador   | [ 17 ]      |
| 2024 | Mejor actor protagonista       | Soy Nevenka | Nominado  | [ 18 ]      |

Premios Forqué
| Año  | Categoría                              | Película | Resultado | Referencias |
| ---- | -------------------------------------- | -------- | --------- | ----------- |
| 2021 | Mejor interpretación masculina en cine | Maixabel | Nominado  | [ 19 ]      |

Premios Días de Cine
| Año  | Categoría              | Película | Resultado |
| ---- | ---------------------- | -------- | --------- |
| 2021 | Premio "el Resplandor" | Maixabel | Ganador   |

Medallas del Círculo de Escritores Cinematográficos
| Año  | Categoría              | Película    | Resultado |
| ---- | ---------------------- | ----------- | --------- |
| 2022 | Mejor actor secundario | Maixabel    | Ganador   |
| 2024 | Mejor actor            | Soy Nevenka | Nominado  |

Premios de la Unión de actores y actrices
| Año  | Categoría                        | Película    | Resultado | Referencias |
| ---- | -------------------------------- | ----------- | --------- | ----------- |
| 2022 | Mejor actor secundario de cine   | Maixabel    | Nominado  | [ 20 ]      |
| 2025 | Mejor actor protagonista de cine | Soy Nevenka | Nominado  |             |

Premios Platino
| Año  | Categoría                                 | Película | Resultado |
| ---- | ----------------------------------------- | -------- | --------- |
| 2022 | Mejor interpretación masculina de reparto | Maixabel | Nominado  |

Premios Besarkada Sariak - Unión de actores y actrices vascas
| Año  | Categoría           | Película | Resultado |
| ---- | ------------------- | -------- | --------- |
| 2022 | Mejor actor de cine | Maixabel | Ganador   |